# Yoshikazu Fukumura
Yoshikazu Fukumura (福村 芳一, Fukumura Yoshikazu), né en 1946 est un chef d'orchestre japonais, ancien directeur musical de la compagnie de ballet de Tokyo, de l'orchestre symphonique de Kyoto, de l'orchestre philharmonique de Nagoya et de l'orchestre philharmonique de Sendai.

## Orchestres
Fukumura a réalisé des enregistrements, dirigé des festivals et des concerts sur abonnement avec la philharmonie de Hong-Kong, la philharmonie de Beijing Central, l'orchestre symphonique de Shanghai, l'orchestre symphonique de Singapour, l'orchestre symphonique KNS de Corée, la philharmonie de Séoul, l'orchestre symphonique national de Taïwan, la philharmonie des Philippines, l'orchestre symphonique national du Vietnam, l'orchestre symphonique de Bangkok, la philharmonie pan asiatique à Bangkok, l'orchestre de Calcutta en Inde, l'orchestre symphonique de New Delhi.